# Jardin botanique de San Diego
Le jardin botanique de San Diego est un jardin botanique situé à Encinitas, en Californie. Il est membre du Botanic Gardens Conservation International.

## Histoire
Jusqu'en 1957, il était la propriété de Ruth Baird Larabee, qui le légua au comté de San Diego, qui créa en 1961 la Fondation des jardins botaniques Quail, et en mars 1970, le jardin botanique Quayle ouvrit au public

Infrastructure
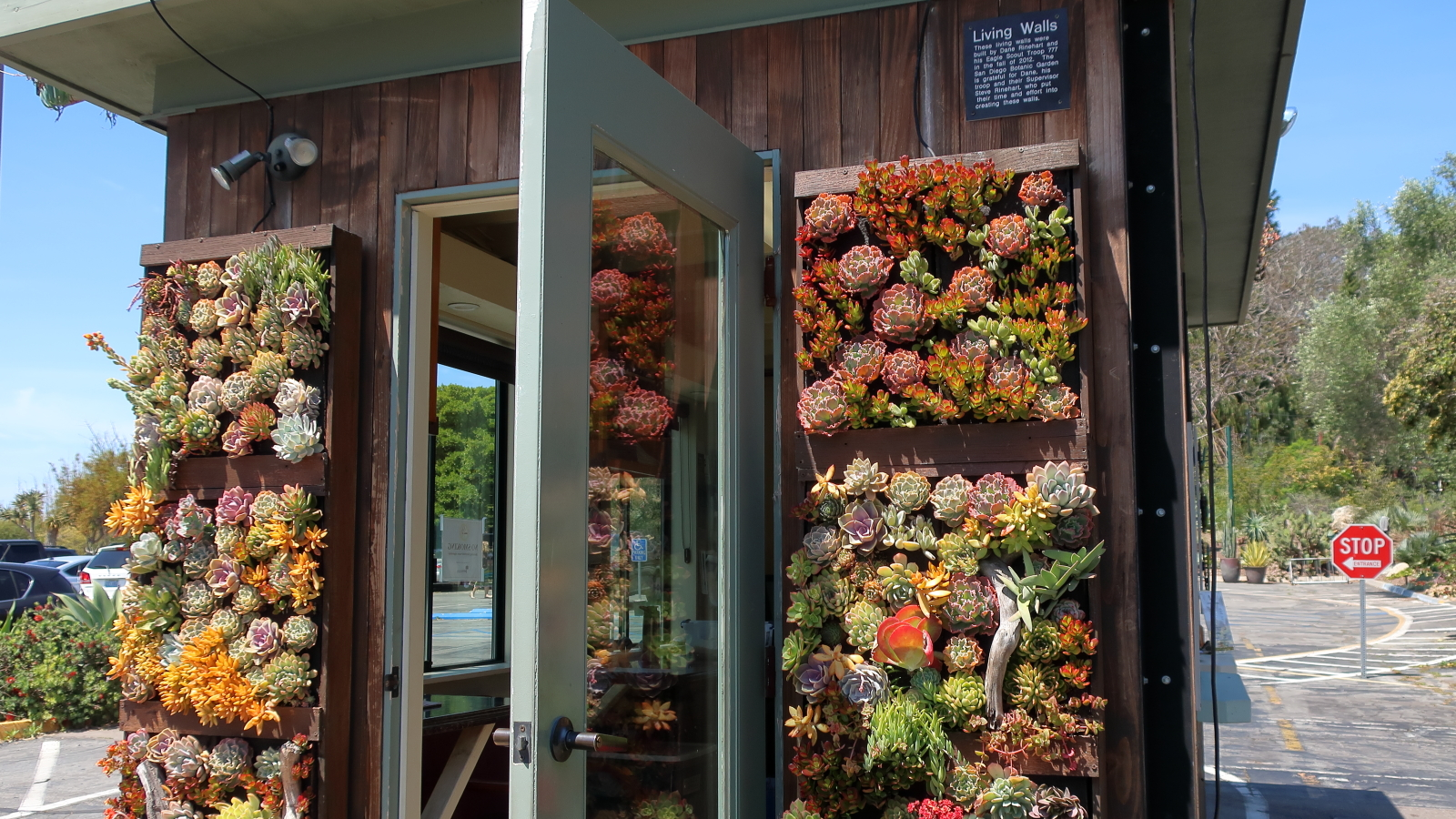
L'entrée et son mur vivant de plantes succulentes
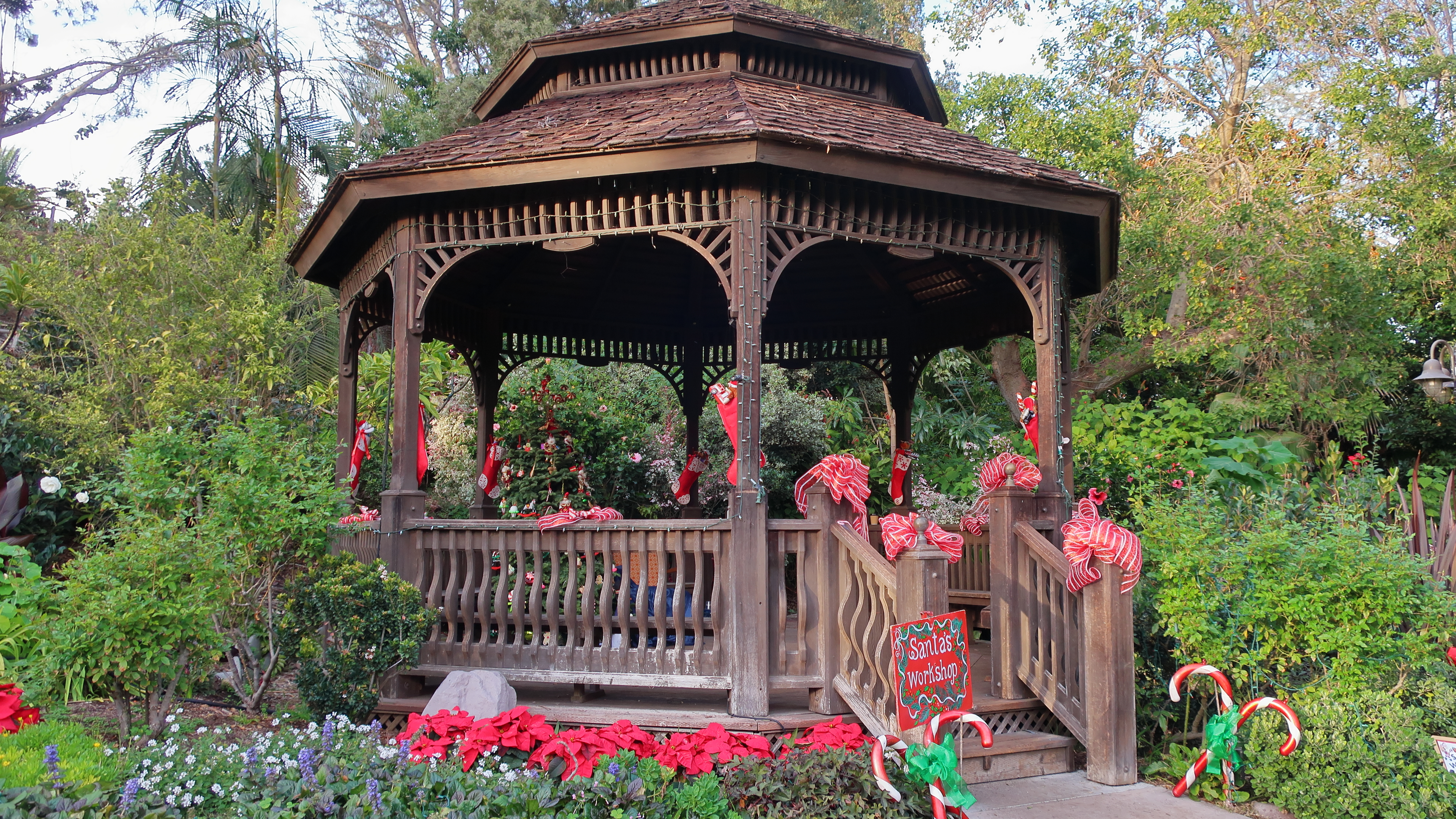
Atelier de Noêl avec de l'Euphorbia pulcherrima dans le gazébo
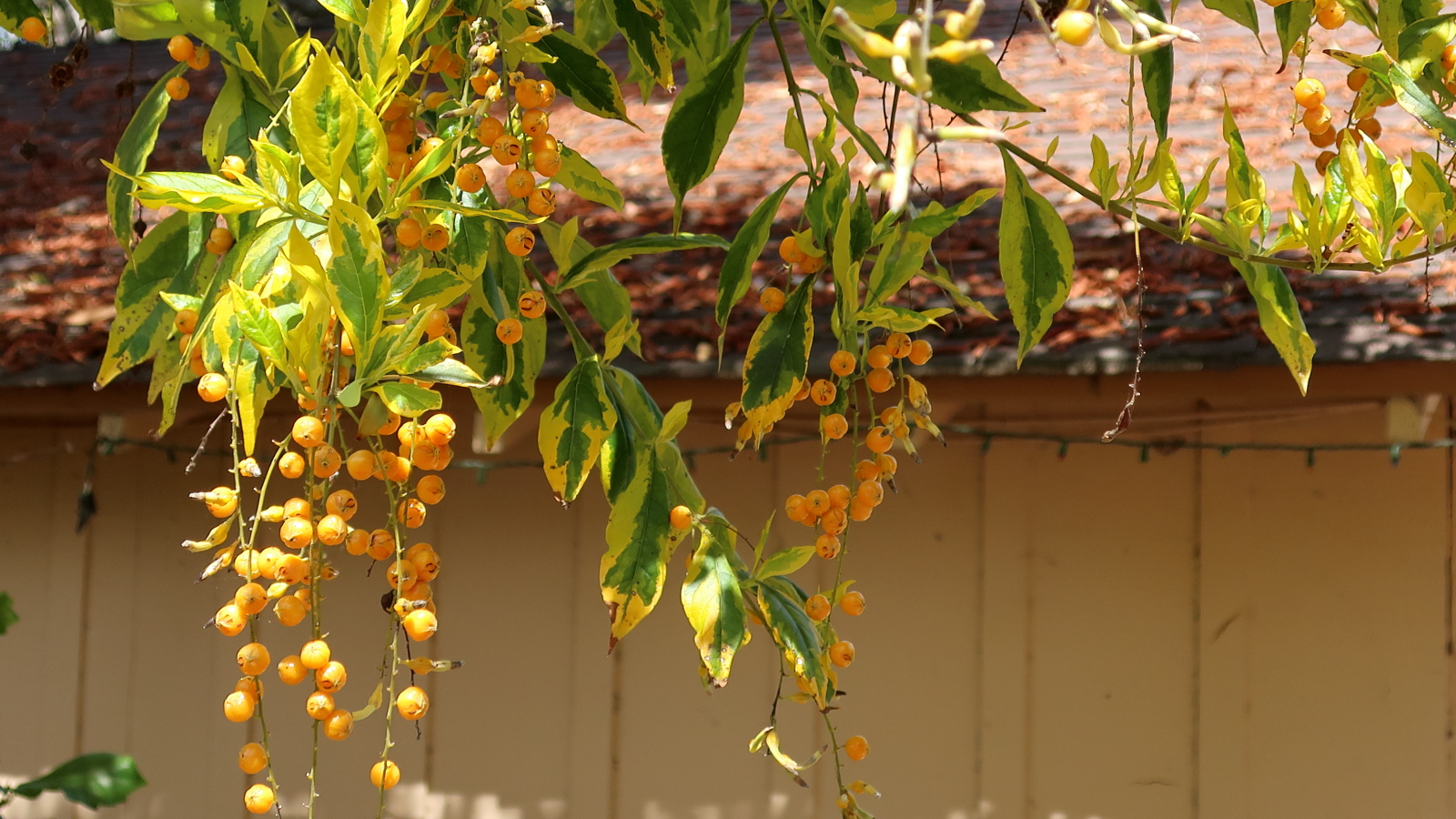
Un vanillier de Cayenne

Encephalartos
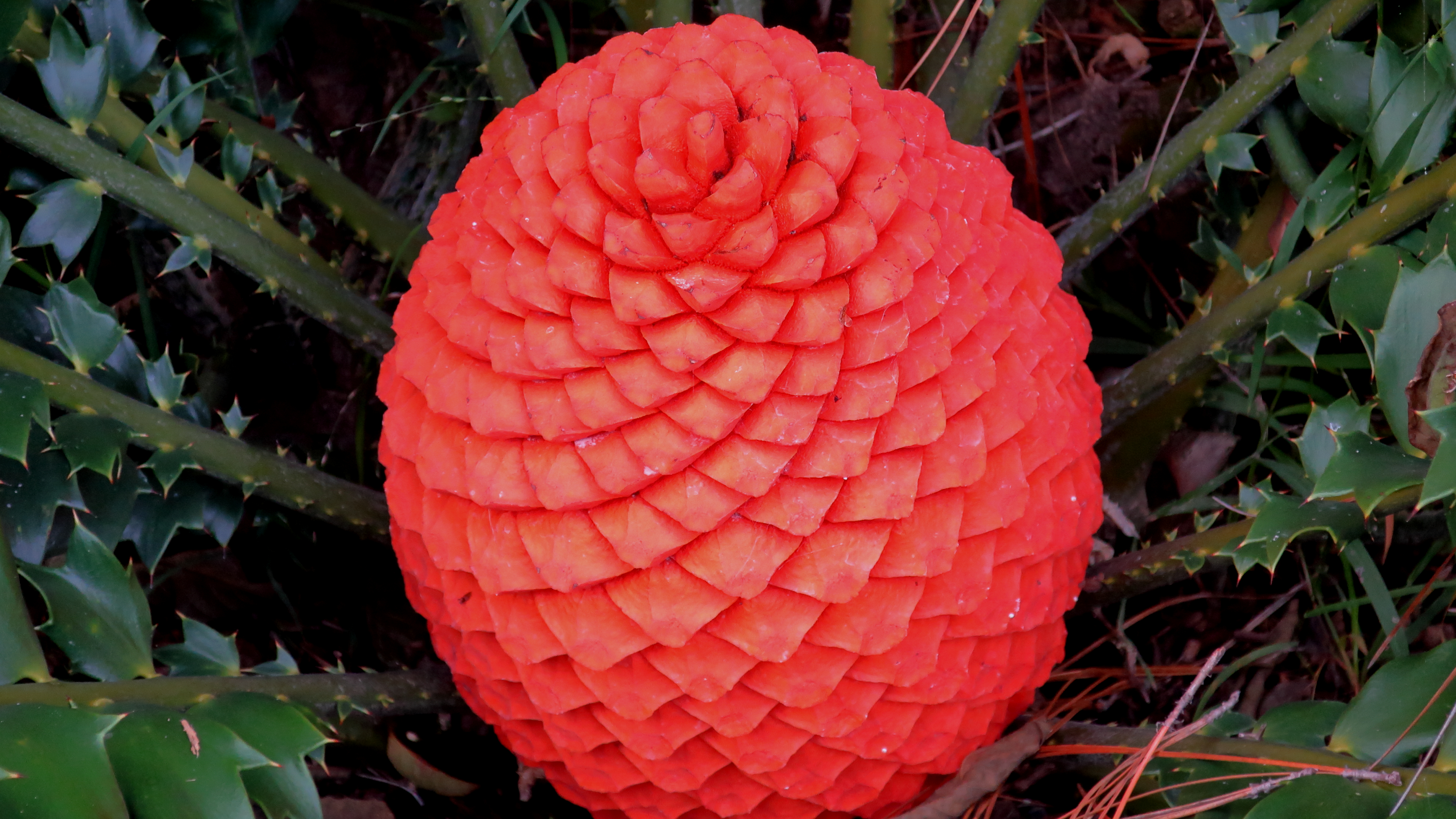
Encephalartos ferox
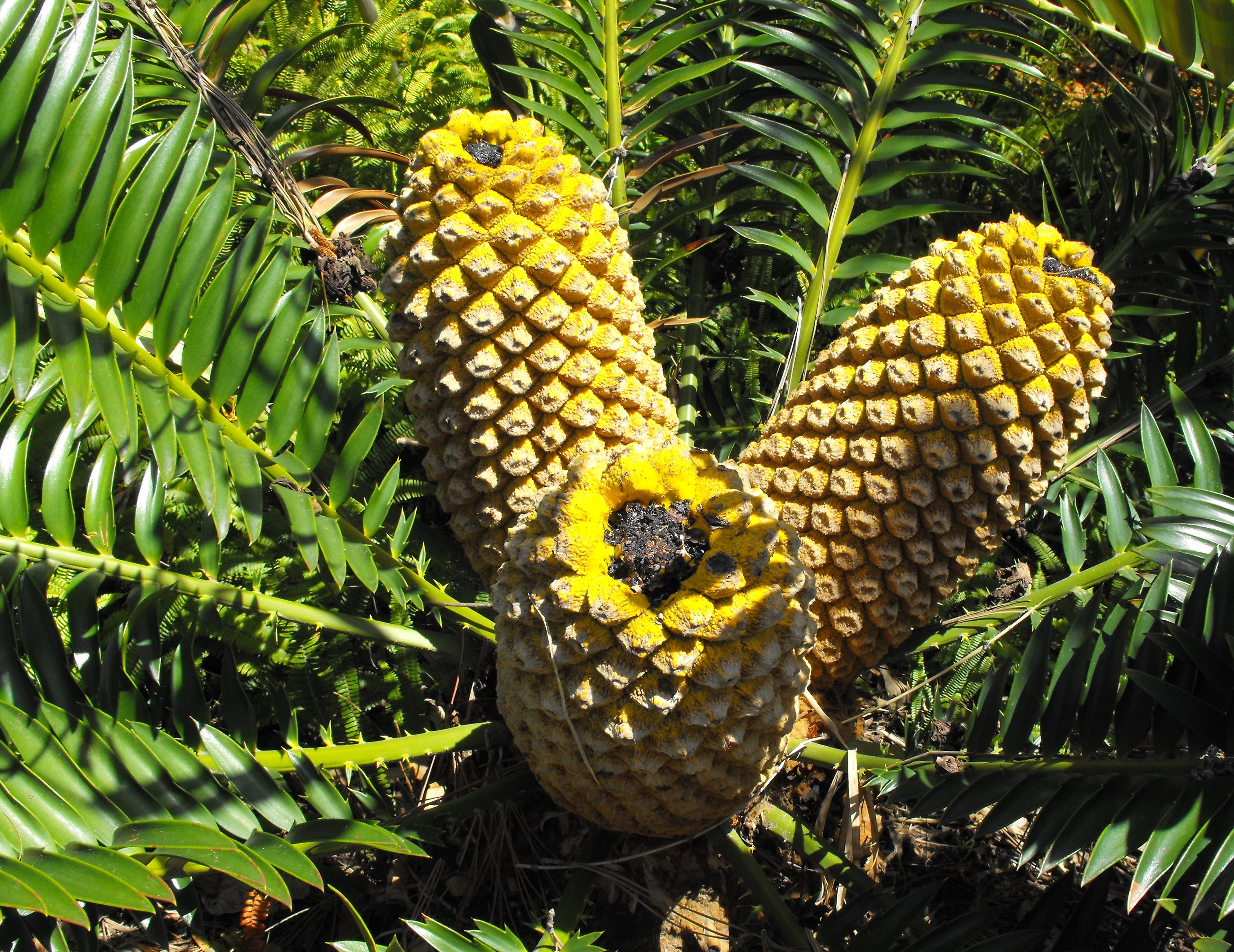
Encephalartos natalensis

Arbres
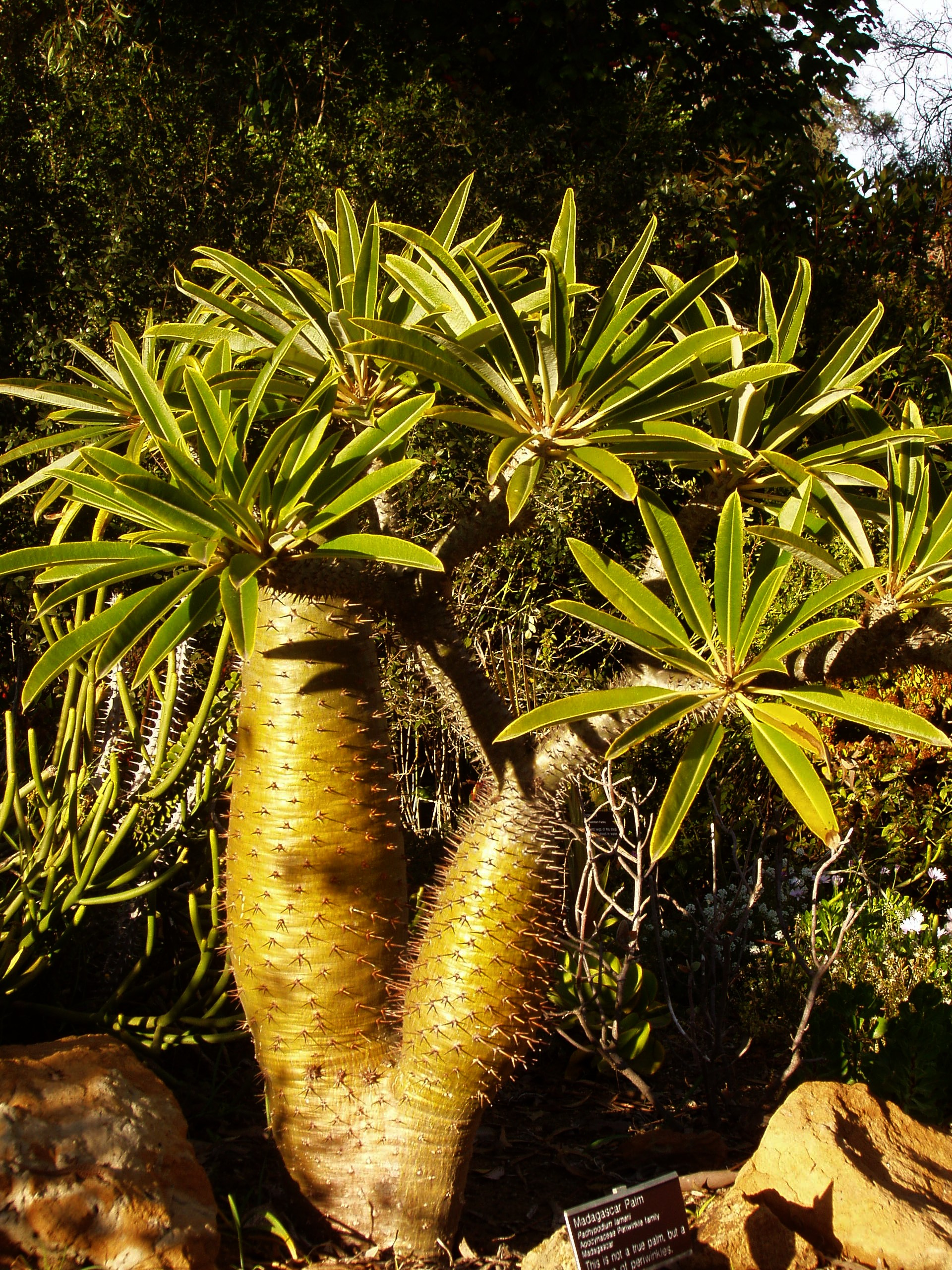
Un Pachypodium lamerei
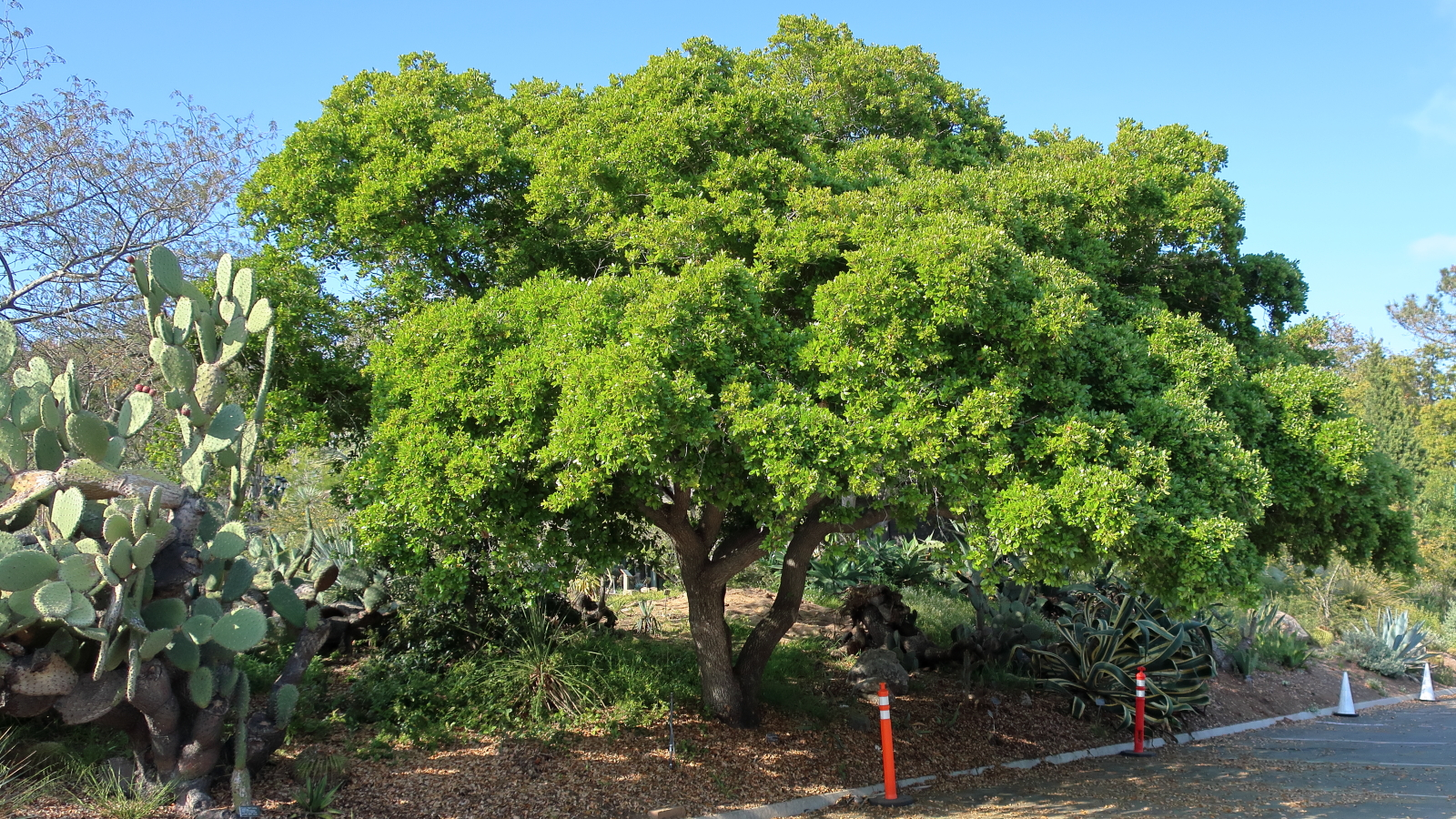
Quercus virginiana
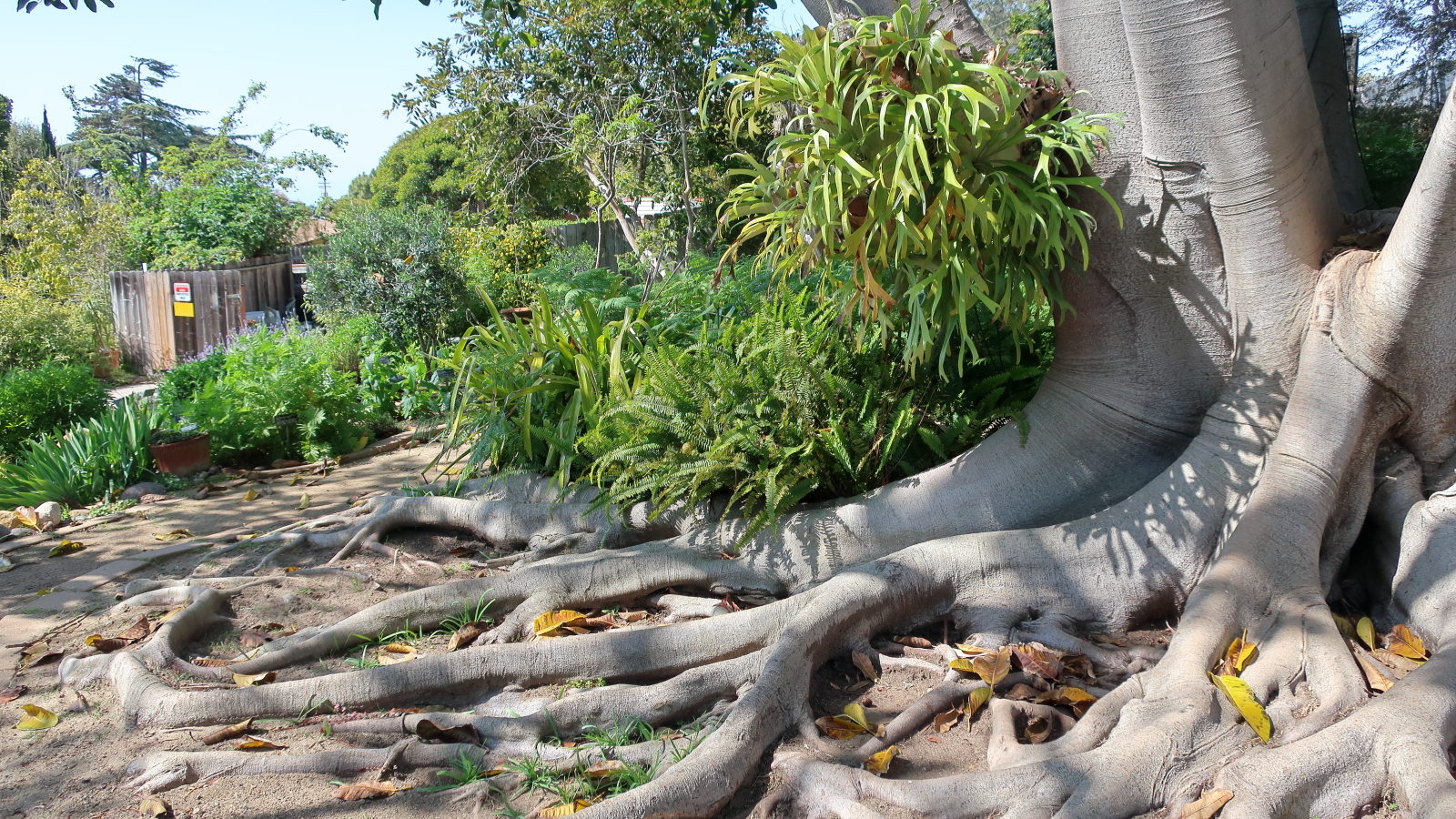
Un Ficus mysorensis, de la corne d'élan, et une Nephrolepis obliterata
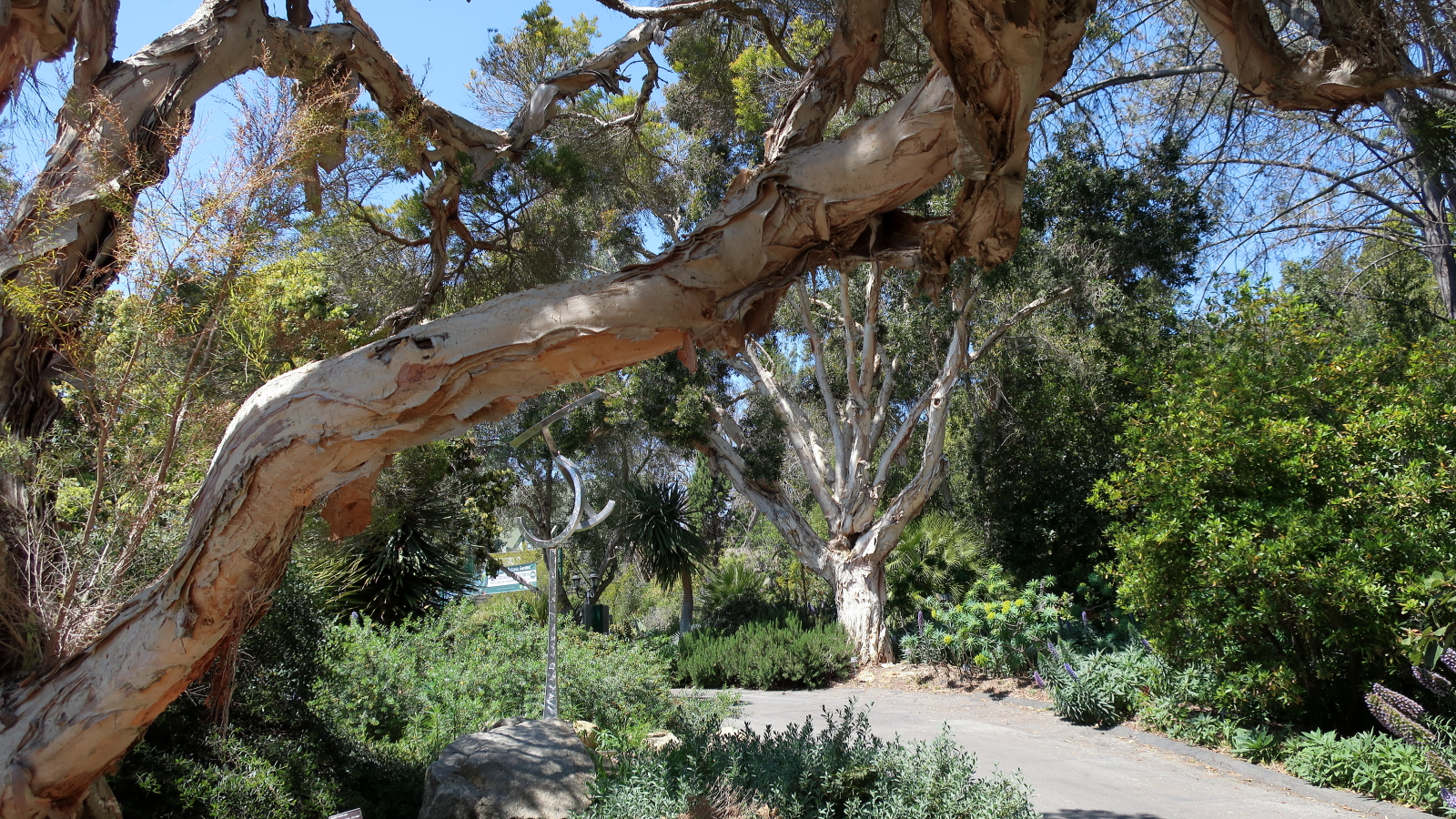
Un Melaleuca linariifolia

Faune
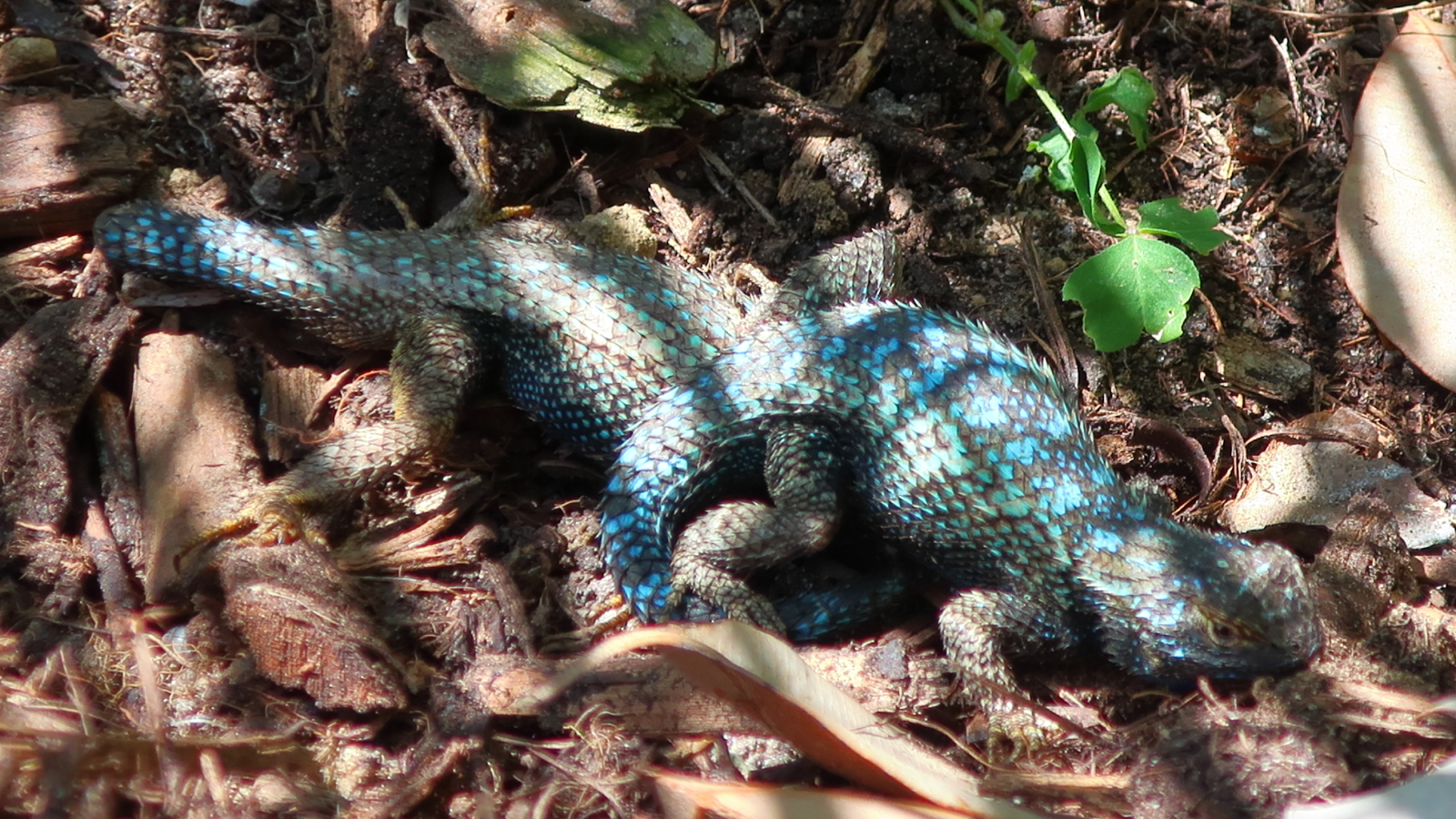
Un lézard des palissades